# Station Ostrówek Węgrowski
Station Ostrówek Węgrowski is een spoorwegstation in de Poolse plaats Ostrówek.